# Sumitrosis breviceps
Sumitrosis breviceps es una especie de insecto coleóptero de la familia Chrysomelidae.
Fue descrita científicamente en 1885 por Baly.